# ユーグ (シャンパーニュ伯)
シャンパーニュ伯ユーグ（フランス語：Hugues, comte de Champagne, 1074年 - 1126年）は、シャンパーニュ伯（在位：1093年 - 1125年）。

## 生涯
ユーグはブロワ伯ティボー3世とアデル・ド・ヴァロワの三男であり、バール＝シュル＝オーブ伯位を与えられていた。1093年、兄のトロワ伯・モー伯ウード4世がトロワをユーグに残して死去した。このときユーグ自身はヴィトリー＝ル＝フランソワを領していた。このようにして、シャンパーニュ伯領の核となる3つの伯領がユーグの領地となった。ユーグは最も古くに成立し、唯一司教座を持つ「トロワ伯」の名を好んだが、多くの同時代の文書では、ユーグは子孫が好んだ「シャンパーニュ伯」の称号で記されている。
記録に残る最初のユーグの事績は1094年の修道院への寄進で、これが伯家が保管する最古の記録となった。歴史上最も有名なユーグの事績は、1115年にクレルヴォー修道院をクレルヴォー（現在のヴィル＝ス＝ラ＝フェルテ）の創建のため、シトー修道院の改革派ベネディクト会、つまりシトー会の修道士ベルナールに土地を寄進したことである。ベルナールはクレルヴォー修道院の修道院長に任命され、クレルヴォーのベルナルドゥスとして有名となった。ユーグの特許状はクレルヴォー修道院の創建、およびその修道院の従属物、土地、牧草地、ブドウ畑、森林、および水に対して言及されていた。1125年に書かれたベルナールからユーグへの非常に愛情のこもった手紙が現存しており、ユーグは聖地での戦いのために3度目の出発をし、テンプル騎士団に参加した。領地には妊娠中の妻と継承権のない息子ウードが残された。後年の史料によると、ユーグは自身が性的不能であると信じており、息子を認知しなかったという。代わりに、ユーグは自身の地位を甥ティボー2世に継承させた。ウードの2人の息子ウード2世・ド・シャンリットとギヨーム1世・ド・シャンリットは第4回十字軍で重要な役割を果たした。
1125年にユーグがテンプル騎士団に入団したとき、騎士団は数十人の騎士で構成されており、騎士団長はユーグの家臣で、1114年にユーグと共にエルサレムにいたユーグ・ド・パイヤンであった。
ユーグはモンティエラメ修道院およびモレーム修道院の後援者であり、トロワの南にあるイスル＝オモンのユーグの城から助成金を得ていた。シャルトル司教イヴォからの手紙が残っており、それによると、シャルトル司教は恐らくユーグが禁欲の誓いを立てるのを思いとどまらせるために、ユーグに結婚の義務を思い出させようとした。

## 結婚と子女
ユーグは最初にフランス王フィリップ1世とベルト・ド・オランドの娘コンスタンスと結婚した。2人の間にはマナセという1人息子が生まれたが早世した。
2度目にブルゴーニュ伯エティエンヌ1世の娘イザベルと結婚した。イザベルはローマ教皇カリストゥス2世の姪にあたる。2人の間に1男をもうけた。
- ウード1世 - シビーユ・ド・ラ・フェルテ＝シュル＝オーブと結婚、以下の2男がいる。
  - ウード2世・ド・シャンリット（1204年没） - 第4回十字軍に参加
  - ギヨーム1世・ド・シャンリット（1160年代 - 1209年） - 初代アカイア公